# We're All Together Again for the First Time
We're All Together Again for the First Time è un album registrato da un quintetto capeggiato da Dave Brubeck, pubblicato nel 1973 dalla casa discografica Atlantic.

## Descrizione[1]
Il titolo apparentemente contraddittorio dell'album ha un preciso significato. Con Dave Brubeck e la sezione ritmica che in quegli anni lo accompagnava (Jack Six al contrabbasso e Alan Dawson alla batteria) suonano i due sassofonisti che avevano composto il The Dave Brubeck Quartet: Paul Desmond, che vi aveva fatto parte dal 1951 al 1967 e Gerry Mulligan, che lo aveva sostituito fino al 1972. Il disco, quindi, vede per la prima volta riuniti insieme i due sassofonisti con il gruppo di Dave Brubeck, nell'ambito di una tournée che, partita dalla Nuova Zelanda, aveva toccato Australia, Giappone e Stati Uniti prima di approdare in Europa per una dozzina di date, nell'autunno del 1972.
Il disco è composto da brani presi da tre diversi concerti: i brani 1, 2 e 4 provengono dal concerto del 4 novembre al Philharmonie di Berlino (dove la versione del The Dave Brubeck Quartet con Gerry Mulligan aveva già registrato un disco live nel 1970); il brano n. 3 è stato registrato il 26 ottobre all'Olympia di Parigi; gli ultimi due brani provengono dal concerto del 28 ottobre a Rotterdam (auditorium De Doelen).
Tutti i brani sono composti da membri del gruppo, tranne l'ultimo che è un classico della musica americana ed è una breve esecuzione solistica di Dave Brubeck.
Truth, che apre l'album, è una libera interpretazione del brano che Dave Brubeck aveva composto pochi anni prima nell'ambito di un ambizioso progetto di un “oratorio contemporaneo”. In realtà, il brano originale è preso solo come spunto iniziale, per lasciare poi spazio alla creatività individuale degli artisti.
Unfinished Woman è un brano composto da Gerry Mulligan nel suo tipico stile, connubio di atmosfera e semplicità, dove Dave Brubeck la fa da protagonista, con scambi di contrappunti tra i due sassofonisti.
Koto Song è un brano, di impostazione blues, che la formazione “classica” del Dave Brubeck Quartet aveva già registrato in due diverse occasioni ed era stato ispirato a Brubeck dall'ascolto del Koto, uno strumento classico della tradizione giapponese, avvenuto a Kyoto alcuni anni prima. È Paul Desmond a mettere in evidenza, in questo brano, l'eleganza del proprio stile musicale e la capacità di creare sinuose linee melodiche.
Il quarto brano della scaletta è il celebre Take Five, l'icona musicale del Dave Brubeck Quartet che in questa versione assume una nuova dimensione grazie al connubio tra i due sassofonisti.
Gli ultimi due brani provengono dal concerto di Rotterdam, forse il più apprezzato dagli spettatori tra tutti quelli inclusi nella tournée. Rotterdam Blues inizia con un “solo” di Dave Brubeck, ritornato sul palco per il ringraziamento al pubblico, al quale si uniscono la sezione ritmica e poi i sassofoni, in un crescendo completamente spontaneo. Per chiudere il concerto, Brubeck esegue poi da solo al pianoforte un breve accenno del classico Sweet Georgia Brown, improvvisazione di un brano che Brubeck sostiene di non aver eseguito forse da vent'anni..
Il disco è stato riproposto in CD nel 1987, senza alcun cambiamento rispetto alla versione originale.

## Tracce
1. Truth – (Dave Brubeck) - 10:21
2. Unfinished Woman - (Gerry Mulligan) - 7:20
3. Koto Song - (Dave Brubeck) - 5:05
4. Take Five – (Paul Desmond) - 16:00
5. Rotterdam Blues – (Dave Brubeck) - 6:45
6. Sweet Georgia Brown – (Ben Bernie – Kenneth Casey – Maceo Pinkard) - 1:00

## Formazione
- Dave Brubeck - pianoforte
- Gerry Mulligan – sassofono baritono
- Paul Desmond - sassofono contralto
- Jack Six - contrabbasso
- Alan Dawson - batteria